# Campeonato Nacional da II Divisão de Andebol de 2017–18
O Campeonato Nacional Andebol 2 de 2017–18 foi a 51ª edição do segundo escalão do campeonato português de andebol masculino. A competição, organizada pela Federação de Andebol de Portugal, foi disputada por 30 clubes.

## Fase Regular

### Tabelas Classificativas

#### Zona 1
- Atualizado até 1 de abril de 2018.[1]

| Pos. | Equipa                  | Pts | J  | V  | E | D  | GM  | GS  | DG   | Qualificação |
| ---- | ----------------------- | --- | -- | -- | - | -- | --- | --- | ---- | ------------ |
| 1    | Póvoa do Varzim         | 46  | 18 | 13 | 2 | 3  | 547 | 461 | 6    | Fase Final   |
| 2    | CCR Fermentões          | 44  | 18 | 12 | 2 | 4  | 506 | 483 | 23   | Fase Final   |
| 3    | CDC São Paio de Oleiros | 41  | 18 | 10 | 3 | 5  | 487 | 445 | 42   |              |
| 4    | Boavista                | 41  | 18 | 11 | 1 | 6  | 499 | 495 | 4    |              |
| 5    | FC Gaia                 | 40  | 18 | 10 | 2 | 6  | 539 | 493 | 46   |              |
| 6    | Santo Tirso             | 39  | 18 | 9  | 3 | 6  | 490 | 459 | 31   |              |
| 7    | CP Natação              | 29  | 18 | 5  | 1 | 12 | 474 | 509 | -35  |              |
| 8    | Marítimo                | 28  | 18 | 5  | 0 | 13 | 500 | 541 | -41  |              |
| 9    | FC Porto "B"            | 28  | 18 | 5  | 0 | 13 | 437 | 478 | -41  |              |
| 10   | São Mamede              | 24  | 18 | 3  | 0 | 15 | 444 | 559 | -117 |              |

#### Zona 2
- Atualizado até 1 de abril de 2018.[1]

| Pos. | Equipa               | Pts | J  | V  | E | D  | GM  | GS  | DG   | Qualificação |
| ---- | -------------------- | --- | -- | -- | - | -- | --- | --- | ---- | ------------ |
| 1    | Sanjoanense          | 45  | 18 | 13 | 1 | 4  | 571 | 449 | 122  | Fase Final   |
| 2    | ADC Benavente        | 42  | 18 | 12 | 0 | 6  | 579 | 535 | 44   | Fase Final   |
| 3    | Atlético da Sismaria | 41  | 18 | 10 | 3 | 5  | 480 | 459 | 21   |              |
| 4    | Juve Lis             | 41  | 18 | 10 | 3 | 5  | 460 | 444 | 16   |              |
| 5    | SL Benfica "B"       | 41  | 18 | 10 | 3 | 5  | 528 | 499 | 29   |              |
| 6    | AD Albicastrense     | 35  | 18 | 8  | 1 | 9  | 514 | 520 | -6   |              |
| 7    | CD Os Marienses      | 32  | 18 | 5  | 4 | 9  | 478 | 499 | -21  |              |
| 8    | Estarreja            | 31  | 18 | 5  | 3 | 10 | 462 | 499 | -37  |              |
| 9    | SIR 1.º de Maio      | 31  | 18 | 6  | 1 | 11 | 461 | 513 | -52  |              |
| 10   | Académica de Coimbra | 21  | 18 | 1  | 1 | 16 | 442 | 558 | -116 |              |

#### Zona 3
- Atualizado até 1 de abril de 2018.[1]

| Pos. | Equipa             | Pts | J  | V  | E | D  | GM  | GS  | DG  | Qualificação |
| ---- | ------------------ | --- | -- | -- | - | -- | --- | --- | --- | ------------ |
| 1    | Sporting da Horta  | 52  | 18 | 17 | 0 | 1  | 515 | 379 | 136 | Fase Final   |
| 2    | CCR Alto do Moinho | 47  | 18 | 14 | 1 | 3  | 431 | 372 | 59  | Fase Final   |
| 3    | Vitória FC         | 42  | 18 | 11 | 2 | 5  | 475 | 403 | 72  |              |
| 4    | GM 1.º Dezembro    | 37  | 18 | 9  | 1 | 8  | 414 | 410 | 4   |              |
| 5    | CDE Camões         | 35  | 18 | 8  | 1 | 9  | 467 | 472 | -5  |              |
| 6    | ACR Zona Azul      | 33  | 18 | 6  | 3 | 9  | 405 | 461 | -56 |              |
| 7    | Ginásio do Sul     | 33  | 18 | 7  | 1 | 10 | 440 | 477 | -37 |              |
| 8    | Sassoeiros         | 30  | 18 | 5  | 2 | 11 | 397 | 426 | -29 |              |
| 9    | CV Tavira          | 29  | 18 | 5  | 1 | 12 | 467 | 515 | -48 |              |
| 10   | Popular de Serpa   | 22  | 18 | 1  | 2 | 15 | 434 | 530 | -96 |              |

## Fase Final

### Grupo A
- Atualizado até 15 de abril de 2018.[1]

| Pos. | Equipa             | Pts | J  | V | E | D | GM  | GS  | DG  | Qualificação                   |
| ---- | ------------------ | --- | -- | - | - | - | --- | --- | --- | ------------------------------ |
| 1    | Sporting da Horta  | 25  | 10 | 6 | 3 | 1 | 275 | 254 | 21  | Subida ao Andebol 1 de 2018–19 |
| 2    | CCR Fermentões     | 23  | 10 | 6 | 1 | 3 | 280 | 280 | 0   | Subida ao Andebol 1 de 2018–19 |
| 3    | Sanjoanense        | 22  | 10 | 5 | 2 | 3 | 273 | 253 | 20  |                                |
| 4    | Póvoa do Varzim    | 19  | 10 | 4 | 1 | 5 | 270 | 271 | -1  |                                |
| 5    | CCR Alto do Moinho | 16  | 10 | 3 | 0 | 7 | 251 | 265 | -14 |                                |
| 6    | ADC Benavente      | 15  | 10 | 2 | 1 | 7 | 292 | 318 | -26 |                                |

## Campeão
| Andebol 2 de 2017–18               |
| ---------------------------------- |
| Sporting Clube da Horta 1.º Título |